# Rūdbār Dasht
Rūdbār Dasht (persiska: رودبار دشت) är en ort i Iran.   Den ligger i provinsen Mazandaran, i den norra delen av landet, 120 km nordost om huvudstaden Teheran. Rūdbār Dasht ligger 160 meter över havet och antalet invånare är 650.
Terrängen runt Rūdbār Dasht är platt åt nordost, men åt sydväst är den kuperad. Terrängen runt Rūdbār Dasht sluttar norrut.Runt Rūdbār Dasht är det ganska tätbefolkat, med 149 invånare per kvadratkilometer. Närmaste större samhälle är Āmol, 5,6 km norr om Rūdbār Dasht. I omgivningarna runt Rūdbār Dasht växer i huvudsak blandskog.